# Dolichopteryx rostrata
Dolichopteryx rostrata är en fiskart som beskrevs av Fukui och Kitagawa 2006. Dolichopteryx rostrata ingår i släktet Dolichopteryx och familjen Opisthoproctidae. Inga underarter finns listade i Catalogue of Life.